# Фернандо Франсіско Режес
Фернандо Франсіско Режес (порт. Fernando Francisco Reges, нар. 25 липня 1987, Алту-Параїзу-ді-Гояс, Бразилія), відомий як просто Фернандо — бразильський футболіст, півзахисник клубу «Інтернасьйонал».
Виступав за молодіжну збірну Бразилії.
Триразовий чемпіон Португалії. Триразовий володар Кубка Португалії. Дворазовий володар Суперкубка Португалії. Переможець Ліги Європи.

## Клубна кар'єра
Вихованець футбольної школи клубу «Віла-Нова». Дорослу футбольну кар'єру розпочав 2005 року в основній команді того ж клубу, в якій провів два сезони, взявши участь у 57 матчах чемпіонату.
Своєю грою за цю команду привернув увагу представників тренерського штабу клубу «Порту», до складу якого приєднався 2007 року. Перший рік у Португалії провів, граючи на умовах оренди в «Ештрелі» (Амадура), після чого став повноцінним гравцем клубу з Порту, де відіграв наступні шість сезонів. Більшість часу, проведеного у складі «Порту», був основним гравцем команди. За цей час тричі виборював титул чемпіона Португалії, став співавтором тріумфу португальців у Лізі Європи 2010–11.
На початку 2014 року гравець подовжив контракт з «Порту» на три роки, проте вже влітку того ж року погодився на перехід до англійського «Манчестер Сіті». В англійському клубі Фернандо провів три роки, проте так і не став основним гравцем. 
4 серпня 2017 року Фернандо підписав трирічний контракт з турецьким «Галатасараєм», який заплатив за гравця 5,25 млн. євро.

## Виступи за збірну
2007 року залучався до складу молодіжної збірної Бразилії, за яку зіграв у 3 офіційних матчах.

## Статистика виступів

### Статистика клубних виступів
| Сезон                      | Команда                    | Чемпіонат                  | Чемпіонат | Чемпіонат | Національний кубок | Національний кубок | Національний кубок | Континентальні кубки | Континентальні кубки | Континентальні кубки | Інші змагання | Інші змагання | Інші змагання | Усього | Усього |
| Сезон                      | Команда                    | Ліга                       | Ігор      | Голів     | Ліга               | Ігор               | Голів              | Ліга                 | Ігор                 | Голів                | Ліга          | Ігор          | Голів         | Ігор   | Голів  |
| -------------------------- | -------------------------- | -------------------------- | --------- | --------- | ------------------ | ------------------ | ------------------ | -------------------- | -------------------- | -------------------- | ------------- | ------------- | ------------- | ------ | ------ |
| 2007–08                    | «Ештрела»                  | ПЛ                         | 26        | 1         | КП                 | 0                  | 0                  | -                    | -                    | -                    | -             | -             | -             | 26     | 1      |
| 2008–09                    | «Порту»                    | ПЛ                         | 25        | 0         | КП+КПЛ             | 3+2                | 0+0                | ЛЧ                   | 10                   | 0                    | СКП           | 0             | 0             | 40     | 0      |
| 2009–10                    | «Порту»                    | ПЛ                         | 25        | 0         | КП+КПЛ             | 6+1                | 0+0                | ЛЧ                   | 6                    | 0                    | СКП           | 1             | 0             | 39     | 0      |
| 2010–11                    | «Порту»                    | ПЛ                         | 21        | 0         | КП+КПЛ             | 4+1                | 0+1                | ЛЄ                   | 14                   | 1                    | -             | -             | -             | 41     | 2      |
| 2011–12                    | «Порту»                    | ПЛ                         | 22        | 1         | КП+КПЛ             | 1+2                | 0+0                | ЛЧ+ЛЄ                | 6+2                  | 0+0                  | СКП+СУ        | 0+1           | 0             | 34     | 1      |
| 2012–13                    | «Порту»                    | ПЛ                         | 24        | 1         | КП+КПЛ             | 0+2                | 0+0                | ЛЧ                   | 6                    | 0                    | СКП           | 1             | 0             | 33     | 1      |
| 2013–14                    | «Порту»                    | ПЛ                         | 25        | 0         | КП+КПЛ             | 4+4                | 1+0                | ЛЧ+ЛЄ                | 6+5                  | 0+0                  | СКП           | 1             | 0             | 45     | 1      |
| Усього за «Порту»          | Усього за «Порту»          | Усього за «Порту»          | 142       | 2         |                    | 18+12              | 1+1                |                      | 55                   | 1                    |               | 5             | 0             | 232    | 5      |
| 2014–15                    | «Манчестер Сіті»           | ПЛ                         | 25        | 2         | КА+КЛ              | 2+0                | 0+0                | ЛЧ                   | 5                    | 0                    | СКА           | 1             | 0             | 33     | 2      |
| 2015–16                    | «Манчестер Сіті»           | ПЛ                         | 24        | 2         | КА+КЛ              | 3+5                | 0                  | ЛЧ                   | 10                   | 0                    | -             | -             | -             | 42     | 2      |
| 2016-17                    | «Манчестер Сіті»           | ПЛ                         | 15        | 0         | КА+КЛ              | 4+2                | 0                  | ЛЧ                   | 4                    | 0                    | -             | -             | -             | 27     | 0      |
| Усього за «Манчестер Сіті» | Усього за «Манчестер Сіті» | Усього за «Манчестер Сіті» | 64        | 4         |                    | 16                 | 0                  |                      | 21                   | 0                    |               | 1             | 0             | 102    | 4      |
| Усього за кар'єру          | Усього за кар'єру          | Усього за кар'єру          | 289       | 10        |                    | 46                 | 2                  |                      | 76                   | 1                    |               | 6             | 0             | 417    | 13     |

## Досягнення
- Чемпіон Південної Америки (U-20)

Бразилія (U-20): 2007
- Чемпіон Португалії:

«Порту»: 2008-09, 2010-11, 2011-12, 2012-13
- Володар Кубка Португалії:

«Порту»: 2008-09, 2009-10, 2010-11
- Володар Кубка Футбольної ліги:

«Манчестер Сіті»: 2015-16
- Володар Суперкубка Португалії:

«Порту»: 2009, 2010, 2011, 2012, 2013
- Переможець Ліги Європи:

«Порту»: 2010–11
- Чемпіон Туреччини:

«Галатасарай»: 2017–18, 2018–19
- Володар Кубка Туреччини:

«Галатасарай»: 2018–19
- Володар Ліги Європи:

«Севілья»: 2019-20, 2022-23